# Horns of Silence
Horns Of Silence é um álbum da banda de power metal italiana Spellblast, lançado em 2007 pela gravadora Metal Crusade.
Três das faixas deste álbum são oriundas do demo Ray of Time, de 2004.

## Faixas
1. In The Name Of Odin – 03:44
2. Lost In The Forest – 05:52
3. Losing Reality – 04:40
4. Glory To The Gem – 07:24
5. Goblins' Song – 06:06
6. Legend Of The Ice Wolf – 04:29
7. Sign Of The Unicorns – 06:00
8. Resurrection – 02:53
9. Knights Of Darkness – 06:00

## Músicos
- Jonathan Spagnuolo - Vocalista
- Luca Arzuffi - Guitarra solo
- Claudio Arzuffi - Guitarra base
- Xavier Rota - Baixo
- Ivan Dellamorte - Teclado, Coro
- Alberto Baldi - Bateria